# Гобарт-Бей (Аляска)
Гобарт-Бей (англ. Hobart Bay) — переписна місцевість (CDP) в США, в окрузі Гуна-Ангун штату Аляска. Населення — 1 особа (2010).

## Географія
Гобарт-Бей розташований за координатами 57°27′43″ пн. ш. 133°18′56″ зх. д. / 57.46194° пн. ш. 133.31556° зх. д. (57.461822, -133.315609).  За даними Бюро перепису населення США в 2010 році переписна місцевість мала площу 334,10 км², з яких 309,31 км² — суходіл та 24,79 км² — водойми.

## Демографія
Згідно з переписом 2010 року, у переписній місцевості мешкала 1 особа в 1 домогосподарстві у складі 0 родин. Густота населення становила 0 осіб/км².  Було 7 помешкань (0/км²).
Расовий склад населення:
| - 100,0 % — корінних американців |

До двох чи більше рас належало 0,0 %. Частка іспаномовних становила 0,0 % від усіх жителів.
За віковим діапазоном населення розподілялося таким чином: 0,0 % — особи молодші 18 років, 100,0 % — особи у віці 18—64 років, 0,0 % — особи у віці 65 років та старші. Медіана віку мешканця становила 60,5 року. 
Цивільне працевлаштоване населення становило 0 осіб. 